# Гармоза, Михаил Михайлович
Михаи́л Миха́йлович Гармо́за (19 августа 1917, Койдановский район — 24 июня 1985, Минск) — гвардии капитан Советской Армии, участник советско-финской и Великой Отечественной войн, Герой Советского Союза.

## Биография
Родился 19 августа 1917 года в деревне Чапля (ныне — Дзержинский район Минской области Белоруссии) в семье крестьянина. Белорус. 
Окончил четыре класса школы, после чего работал трактористом Дзержинской машинно-тракторной станции. 
В 1938 году был призван на службу в Рабоче-Крестьянский Красный Флот. В звании краснофлотца был наводчиком орудия 152-миллиметровой гаубичной батареи берегового отряда сопровождения Балтийского флота. Отличился во время советско-финской войны.
В период подготовки к наступлению 7-й армии Северо-Западного фронта Гармоза участвовал в уничтожении финских оборонительных сооружений Мурильского узла (ныне — деревня Высокое Выборгского района Ленинградской области). Несмотря на массированный огонь противника, огнём своего орудия Гармоза уничтожил дот с гарнизоном.
Указом Президиума Верховного Совета СССР от 21 апреля 1940 года за «образцовое выполнение боевых заданий командования на фронте борьбы с финской белогвардейщиной и проявленные при этом отвагу и геройство» краснофлотец Михаил Гармоза был удостоен высокого звания Героя Советского Союза с вручением ордена Ленина и медали «Золотая Звезда» за номером 457.
В 1941 году Гармоза окончил Киевское танковое училище. С начала Великой Отечественной войны — в действующей армии. Прошёл путь от командира танка до командира танковой роты 11-го отдельного гвардейского тяжёлого танкового полка прорыва. 
В марте 1945 года его рота в течение 1,5 суток удерживала в городе Лабенц противника, прорывающегося на север. Танкисты М. М. Гармозы выдержали атаки до 2-х батальонов пехоты с артиллерией и танками, которые, по советским данным, возглавлял немецкий генерал со своим штабом. Под руководством гвардии капитана М. М. Гармозы, рота записала на свой боевой счёт 6 подбитых и уничтоженных танков и самоходных установок, три орудия, 5 миномётов и до 400 солдат и офицеров противника. Награждён орденом Отечественной войны II степени (10 апреля 1945).
В 1948 году в звании капитана он был уволен в запас. Проживал в Минске. С 1948 года работал в МВД Белорусской ССР оперуполномоченным управления по борьбе с бандитизмом. С 1951 года — в управлении пожарной охраны.  
В 1960 году в звании майора внутренней службы Гармоза М. М. вышел на пенсию по состоянию здоровья. 
Умер 24 июня 1985 года. Похоронен на Чижовском кладбище Минска.

## Награды и звания
- Герой Советского Союза (21 апреля 1940);
- орден Ленина (21 апреля 1940);
- орден Отечественной войны I степени (6 апреля 1985[5]);
- орден Отечественной войны II степени (10 апреля 1945[2]);
- орден Красной Звезды;
- а также медали[3].

## Память
- В его честь названа улица в Дзержинске[3].
- На Аллее Героев в Дзержинске ему установлен памятный знак[3].